# Steve Heighway
Stephen Derek Heighway (* 25. November 1947 in Dublin) ist ein ehemaliger irischer Fußballspieler. 
Der Flügelstürmer gewann mit dem FC Liverpool in den 1970er und Anfang der 1980er Jahre mehr als zehn nationale sowie sieben Titel in europäischen Pokalbewerben, zudem war er langjähriger Stammspieler der irischen Nationalmannschaft. Heighway war zwar nicht besonders torgefährlich (lediglich 76 Treffer in 475 Pflichtspielen für Liverpool und kein Treffer in 34 A-Länderspielen), bereitete jedoch zahlreiche Treffer seiner Sturmpartner vor.
Heighways Karriere als Fußballprofi begann spät. Er wurde erst nach erfolgreichem Abschluss eines Studiums der Wirtschaftswissenschaften an der University of Warwick bei einem Spiel für den unterklassigen Club Skelmersdale United von Spähern Liverpools entdeckt, die sich zu diesem Zeitpunkt in einer Umbruchsphase nach den Erfolgen der 1960er Jahre befanden. Heighway blieb bis zum Ende des Jahrzehnts Stammspieler der legendären Mannschaft der Reds, mit denen er viermal die englische Meisterschaft (1973, 1976, 1977, 1979) und sieben weitere nationale Titel sowie 1973 und 1976 den UEFA-Pokal, 1977, 1978 und 1981 den Landesmeisterpokal sowie 1977 den europäischen Supercup gewinnen konnte.
Als er in den Spielzeiten 1979/80 und 1980/81 kaum noch bei Liverpool zum Einsatz kam, entschloss er sich zum Ende seiner aktiven Zeit für ein Jahr in die North American Soccer League zu den Minnesota Kicks zu wechseln, bevor er Trainer im Jugendbereich wurde.
Zuerst in den USA tätig wurde er 1989 zum Leiter der Fußballschule des FC Liverpool ernannt, deren U-18-Mannschaft er dreimal (1996, 2006, 2007) zum Sieg im FA Youth Cup führen konnte, bevor er 2007 in Ruhestand trat.